# Dolné Zelenice
Dolné Zelenice jsou obec v okrese Hlohovec v Trnavském kraji na západním Slovensku.

## Historie
V historických záznamech je obec poprvé zmiňována v roce 1244.

## Geografie
Obec leží v nadmořské výšce 138 m na ploše 2,72 km2. Žije zde 592 obyvatel.